# Система на кристалі
Система на кристалі, або Система на чипі (від англ. System-on-a-chip, або іще SoC чи SOC) — дизайн електронної схеми, яка вміщує функціональні складові цілого пристрою (наприклад комп'ютера) на одній мікросхемі. Залежно від призначення SoC може оперувати як цифровими сигналами, так і аналоговими, аналого-цифровими, а також частотами радіодіапазону. Типовим застосуванням таких схем є широке різноманіття вбудованих систем.
Якщо не вдається розмістити всі необхідні схеми на одному напівпровідниковому кристалі, то використовується схема із декількох кристалів, розміщених в одному корпусі (System in Package — SiP). SoC вважається вигіднішою конструкцією, оскільки дозволяє збільшити відсоток придатних схем при виготовленні та спростити конструкцію корпуса.

## Структура
Типова SoC вміщує:

Структура типової системи на кристалі, побудованої на основі ARM-мікропроцесора

- мікроконтролер, мікропроцесор чи процесор цифрових сигналів. Деякі схеми обладнані більше ніж одним процесором, тоді їх ще називають MPSoC (Multiprocessor System-on-Chip),
- блок пам'яті, який може працювати із такими типами пам'яті: ROM, RAM, EEPROM та флеш,
- джерело опорної частоти, наприклад кварцові генератори та ланцюги з оберненим зв'язком (phase-locked loops — цифрова система фазової автопідстройки частоти),
- таймери, лічильники та схеми затримок після увімкнення,
- стандартні інтерфейси для зовнішніх пристроїв: USB, FireWire, Ethernet, UART, SPI,
- входи та виходи цифро-аналогових і аналого-цифрових перетворювачів,
- регулятори напруги та стабілізатори живлення.

Блоки між собою можуть з'єднувати за допомогою шини власної розробки чи стандартної конструкції, наприклад стандартизована AMBA в чипах ARM. Якщо в складі чипу є контролер прямого доступу пам'яті (DMA), то за його допомогою можна заносити дані з зовнішніх пристроїв безпосередньо до пам'яті чипа, не витрачаючи процесорних ресурсів.

## Розробка систем на кристалі
Для повноцінного функціонування системи програмна складова відіграє не менш важливу роль, ніж апаратна. Зазвичай розробка ведеться паралельно. Апаратна частина складається зі стандартних налагоджених блоків, для збірки програмної частини потім використовують готові драйвери. Використовують засоби розробок CAD та інтегровані програмні оболонки.
Для того, щоб переконатися в правильній роботі створеної комбінації блоків, драйвери та програму завантажують в емулятор апаратної частини FPGA. Також потрібно задати розміщення блоків і розробити міжблокові зв'язки.
Перед здачею у виробництво апаратну частину тестують на коректність із використанням мов програмування: Verilog та VHDL; а також складніших схем — SystemVerilog, SystemC, е та OpenVera. Близько 70% усіх ресурсів, затрачених на розробку чипу, витрачається саме на цьому етапі.

Розрахунковий дизайн потоків системи на кристалі

Системи на кристалі використовують менше енергії, коштують дешевше і працюють надійніше, ніж набори мікросхем із такою ж функціональністю. Менша кількість складових спрощує монтаж готового виробу. Але все ж таки, створення однієї дуже великої і складної системи на кристалі може виявитися дорожчим процесом, ніж серія малих, через складність розробки, налагодження та зменшення частки придатних виробів.
У ході проектування систем на кристалі необхідно вирішувати проблему затримок і асинхронізму сигналів. Особливо це важливо при формуванні мережевих структур.  Найперспективнішим шляхом вирішення цієї проблеми вважається використання бездротових мереж на кристалі (Wireless network-on-chip, WNOC), що дає змогу уникнути обмеження класичних мереж, а також забезпечить зв'язок між наномасштабними компонентами мікросхем і макрорівнем 

## Компанії, які розробляють SoC
- Actions Semiconductor
- Altera
- Applied Micro Circuits Corporation (AMCC)
- Analog Devices
- ARC International
- ARM Holdings
- ASIX Electronics
- Atmel
- Atheros
- Axis Communications
- Broadcom
- Cambridge Consultants
- Cirrus Logic
- Conexant
- Core Logic
- CPU Tech
- Cypress Semiconductor (PSoC)
- Infineon Technologies
- Innova Card
- Intel
- FameG (Fulhua Microelectronics Corp.)
- Freescale Semiconductor
- Frontier Silicon Ltd
- Horizon Semiconductors
- Imagination Technologies
- Lattice Semiconductor
- LSI Logic
- Marvell Technology Group
- MIPS Technologies
- Mistletoe Technologies
- MosChip Semiconductor Technology
- Naksha Technologies
- Nokia
- NXP Semiconductors (формально Philips Semiconductors)
- NuCORE Technology
- Palmchip Corporation
- PMC-Sierra
- Renesas
- Samsung
- Sequence Design
- Sharp
- Sigma Designs Inc
- SigmaTel
- Skyworks Solutions Inc
- Silicon Integrated Systems
- Silicon Motion
- SoCrates Software India Private Limited
- SoC Technology
- STMicroelectronics
- Tensilica
- Teridian Semiconductor
- Texas Instruments
- TLSI
- Transmeta
- TranSwitch
- Zoran Corporation
- Xilinx
- Цифровые Решения

## Корисні посилання
- Розділ статей на SoC тематику
- Інтегральні схеми компанії TSC у лічильниках електроенергії- типове застосування змішано-сигнальних систем на чипі
- MIPS-основані Системи на чипах на сайті linux-mips.org
- Журнал Frontier
- Вбудовані процесори та Системи на Чипі короткий довідниковий посібник. Архів оригіналу за 3 січня 2013.
- представлені Системи на Чипі компанією SiliconFarEast
- HybridThreads(Hthreads) Будування програмованих напівзамовних мультипроцесорних систем на чипі із використанням гібридних CPU/FPGA компонентів.
- MicroBlaze-засновані інструкції для комп'ютерних архітектур та мови програмування Assembler для Систем-на-Чипі
- Системи-на-Чипі із використанням гібридних CPU/FPGA компонентів.
- Системи-на-Чипі із ARM процесорами всередині на www.tertiumtechnology.com
- SOCC Щорічна IEEE Міжнародна SOC Конференція